# Asterocheres carausi
Asterocheres carausi is een eenoogkreeftjessoort uit de familie van de Asterocheridae. De wetenschappelijke naam van de soort is voor het eerst geldig gepubliceerd in 1960 door Marcus & Por.